# مزرعه فدک
مزرعهٔ فدک روستایی در دهستان پلنگ‌آباد شهرستان اشتهارد استان البرز ایران است. در سرشماری سال ۱۳۸۵ به وجودش اشاره شده ولی به جمعیت آن اشاره نشده است.